# Liste der Biografien/Kone
Liste der Biografien |
Portal Biografien |
Personensuche
# |
A |
B |
C |
D |
E |
F |
G |
H |
I |
J |
K |
L |
M |
N |
O |
P |
Q |
R |
S |
T |
U |
V |
W |
X |
Y |
Z |
?
 
Ka |
Kb |
Kc |
Kd |
Ke |
Kf |
Kg |
Kh |
Ki |
Kj |
Kl |
Km |
Kn |
Ko |
Kp |
Kr |
Ks |
Kt |
Ku |
Kv |
Kw |
Ky |
Kx |
Kz
 
Koa |
Kob |
Koc |
Kod |
Koe |
Kof |
Kog |
Koh |
Koi |
Koj |
Kok |
Kol |
Kom |
Kon |
Koo |
Kop |
Kor |
Kos |
Kot |
Kou |
Kov |
Kow |
Kox |
Koy |
Koz
 
Kona |
Konc |
Kond |
Kone |
Konf |
Kong |
Konh |
Koni |
Konj |
Konk |
Konl |
Konm |
Konn |
Kono |
Konp |
Konr |
Kons |
Kont |
Konu |
Konv |
Konw |
Kony |
Konz
Die Liste der Biografien führt alle Personen auf, die in der deutschsprachigen Wikipedia einen Artikel haben. Dieses ist eine Teilliste mit 112 Einträgen von Personen, deren Namen mit den Buchstaben „Kone“ beginnt.

## Kone
- Koné Zié, Jean Laurent (* 1979), ivorischer Künstler
- Koné, Abdoul (* 2005), französisch-ivorischer Fußballspieler
- Koné, Aïcha (* 1957), ivorische Sängerin
- Koné, Alimata (* 1965), ivorische Leichtathletin
- Koné, Amadou (* 2005), ivorisch-malischer Fußballspieler
- Koné, Antoine (1963–2019), ivorischer Geistlicher, römisch-katholischer Bischof von Odienné
- Koné, Armand (* 1969), ivorischer römisch-katholischer Geistlicher, Erzbischof von Korhogo
- Koné, Arouna (* 1983), ivorischer Fußballspieler
- Koné, Bakari (* 1981), ivorischer Fußballspieler
- Koné, Bakary (* 1988), burkinischer Fußballspieler
- Koné, Bazoumana (* 1993), deutsch-ivorischer Basketballspieler
- Koné, Boubacar (* 1984), malischer Fußballspieler
- Koné, Djakaridja (* 1986), ivorisch-burkinischer Fußballspieler
- Koné, Emmanuel (* 1986), ivorischer Fußballspieler
- Koné, Famoussa (* 1994), malischer Fußballspieler
- Koné, Fanta (* 1995), malische Fußballschiedsrichterassistentin
- Koné, Féréba (* 1990), deutsche Schauspielerin
- Koné, Gaoussou (* 1944), ivorischer Sprinter
- Koné, Hassa Florent (* 1969), malischer Geistlicher und römisch-katholischer Bischof von San
- Koné, Ibrahima (* 1999), malischer Fußballspieler
- Koné, Ismaël (* 2000), ivorischer Sprinter
- Koné, Ismaël (* 2002), kanadisch-ivorischer Fußballspieler
- Köne, Johann Rotger (1799–1860), deutscher Philologe, Lehrer, Autor und Mundartforscher
- Koné, Junior (* 1998), ivorischer Fußballspieler
- Koné, Koro (* 1989), ivorischer Fußballspieler
- Koné, Lamine (* 1989), ivorischer Fußballspieler
- Koné, Maboundou (* 1997), ivorische Sprinterin
- Kone, Madou (* 1949), burkinischer Musiker (Balafon, Djembé/Dunun, Kamelen'goni, Gesang, Komposition)
- Koné, Manu (* 2001), französischer FußballspielerManu Koné (* 2001)

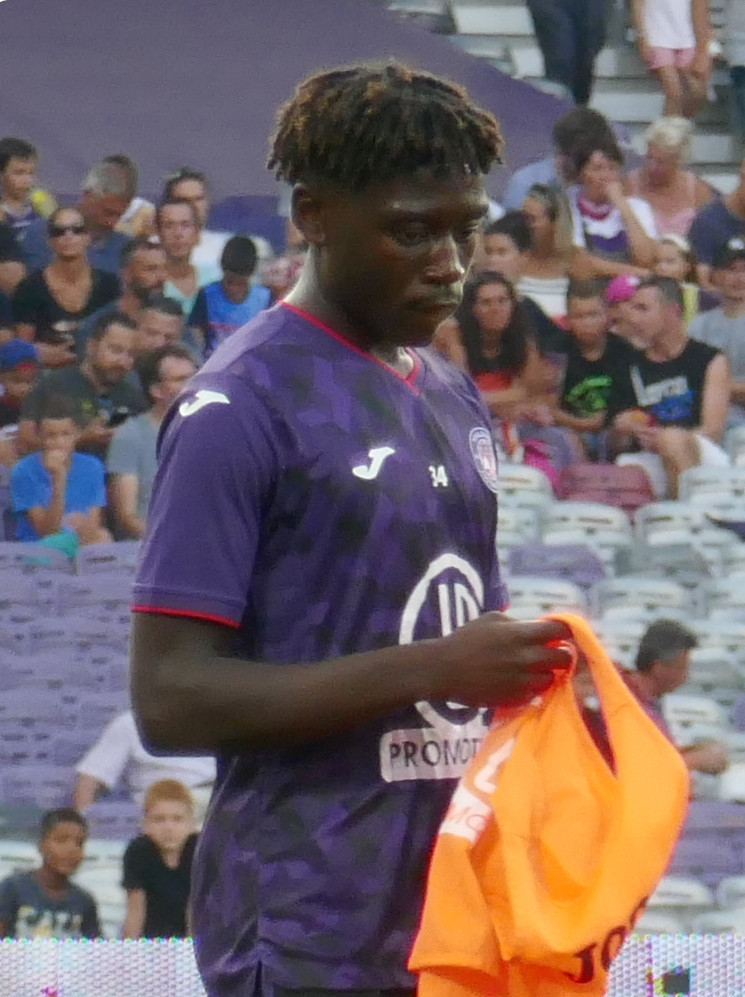
Manu Koné (* 2001)

- Koné, Mohamed (* 1984), ivorisch-thailändischer Fußballspieler
- Koné, Mohamed (* 2003), ivorischer Fußballspieler
- Kone, Moussa (* 1978), österreichischer Künstler
- Koné, Moussa (* 1990), ivorischer Fußballspieler
- Koné, Moussa (* 1996), senegalesischer Fußballspieler
- Koné, Oumar (* 1985), malischer Judoka
- Kone, Panagiotis (* 1987), griechischer Fußballspieler
- Kone, Richard (* 2003), ivorischer Fußballspieler
- Koné, Salif, malischer Sprinter
- Koné, Sidy (* 1992), malischer Fußballspieler
- Koné, Souleymane (* 1996), ivorischer Fußballspieler
- Koné, Tiassé (* 1987), ivorischer Fußballtorhüter
- Koné, Youssouf (* 1995), malischer Fußballspieler
- Koné, Yssouf (* 1982), burkinischer Fußballspieler

### Koneb
- Koneberg, Johann Michael (1733–1802), deutscher Maler

### Konec
- Konecki, Erik (* 1952), deutscher Eishockeyspieler
- Koņeckis, Ēriks (1920–2006), lettischer Eishockeyspieler
- Konečná, Kateřina (* 1981), tschechische PolitikerinKateřina Konečná (* 1981)

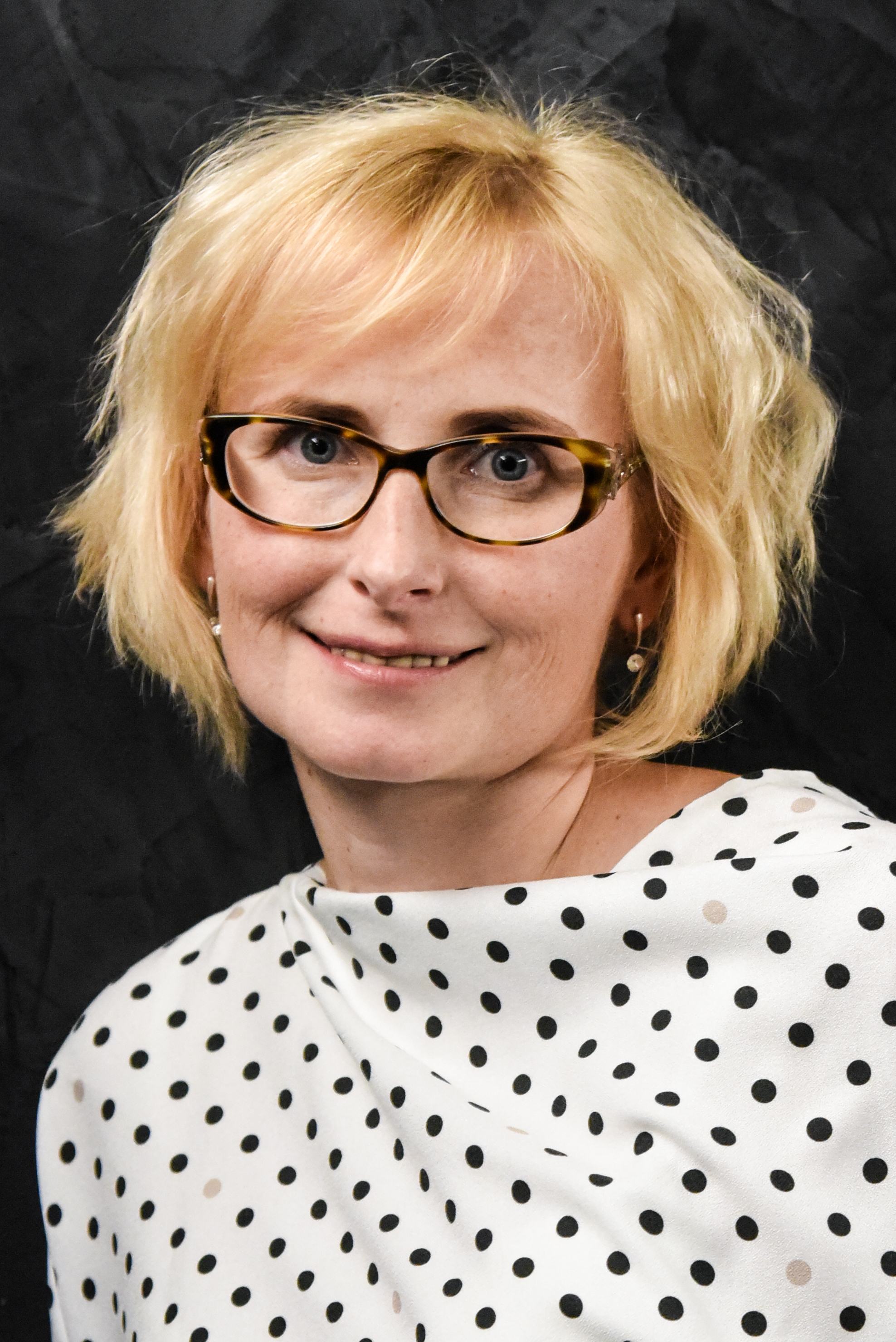
Kateřina Konečná (* 1981)

- Konecny, Albrecht (1942–2017), österreichischer Politiker (SPÖ), Abgeordneter zum Nationalrat, Mitglied des Bundesrates, MdEP
- Konecny, Andreas (* 1957), österreichischer Jurist
- Konecny, Gottfried (1930–2024), deutscher Geodät und Professor für Photogrammetrie und Ingenieurvermessungen
- Konecny, Jaromir (* 1956), tschechisch-deutscher Autor und Slam-Poet
- Konečný, Lukáš (* 1978), tschechischer Boxsportler
- Konečný, Pavel (* 1943), tschechoslowakischer Radrennfahrer
- Konečný, Roman (* 1983), slowakischer Fußballspieler
- Konecny, Theodora (1924–1998), österreichische Politikerin (SPÖ), Mitglied des Bundesrates
- Konečný, Tomáš (* 1973), tschechischer Radrennfahrer
- Konecny, Travis (* 1997), kanadischer Eishockeyspieler
- Konečný, Vlastibor (* 1957), tschechoslowakischer Radrennfahrer

### Konef
- Koneff, Elena (* 1939), russische Malerin, Objektkünstlerin
- Koneffke, Gernot (1927–2008), deutscher Philosoph, Pädagoge, Lehrer und Erziehungswissenschaftler
- Koneffke, Jan (* 1960), deutscher Schriftsteller

### Koneg
- Konegen, Julius (1857–1916), deutscher Maschinenbauingenieur und Unternehmer
- Konegen, Norbert (* 1939), deutscher Politologe

### Konej
- Konejung, Achim (* 1957), deutscher KabarettistAchim Konejung (* 1957)

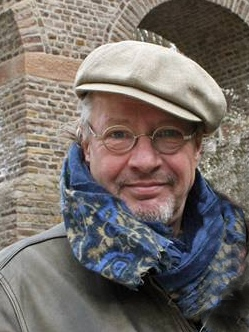
Achim Konejung (* 1957)

### Konek
- Könekamp, Friedrich (1897–1977), deutscher Mathematiker, Schriftsteller, Pädagoge und Maler
- Köneke, Udo (* 1938), deutscher Politiker (SPD), MdL
- Köneken, Jasper (1629–1715), dänischer Theologe und Buchauktionator
- Konekham († 1432), König von Lan Chang

### Konel
- Konell, George (1912–1991), deutscher Schriftsteller
- Konell, Ilse (1919–2012), deutsche Literaturmäzenin

### Konem
- Könemann, Albert (1901–1970), deutscher Politiker (NLP/DP), MdL
- Könemann, Judith (* 1962), deutsche römisch-katholische Theologin
- Könemann, Ludwig (* 1959), deutscher Verleger
- Könemann, Nina (* 1984), deutsche Journalistin
- Könemann, Stefan (* 1962), deutscher Unternehmer

### Konen
- Könen, Anton (1929–2020), deutscher Beamter und Historiker
- Könen, Daniel (* 1985), deutscher Rechtswissenschaftler und Privatdozent der Universität zu Köln
- Könen, Erich (* 1955), deutscher General
- Konen, Heinrich (1874–1948), deutscher Physiker und Politiker (CDU), MdL
- Konen, Karl (1903–1944), deutscher römisch-katholischer Geistlicher, Steyler Missionar und Märtyrer
- Konen, René (1923–1994), luxemburgischer Politiker, Mitglied der Chamber
- Könen, Willy (1908–1980), deutscher Politiker (SPD), MdB

### Koner
- Koner, Max (1854–1900), deutscher Maler
- Koner, Pauline (1912–2001), US-amerikanische Tänzerin und Choreografin
- Koner, Sophie (1855–1929), deutsche Malerin
- Köner, Thomas (* 1965), deutscher Klang- und Multimediakünstler
- Koner, Wilhelm (1817–1887), deutscher Bibliothekar, Historiker, Philologe und Geograph
- Konerding, Dirk (* 1969), deutscher Fußballspieler
- Konerding, Moritz Anton (1960–2015), deutscher Anatom, Wissenschaftler und Hochschullehrer
- Konerko, Paul (* 1976), US-amerikanischer Baseballspieler
- Konermann, August (1881–1950), deutscher römisch-katholischer Pfarrer und Publizist
- Konermann, Clemens (1874–1971), deutscher römisch-katholischer Pfarrer
- Konermann, Georg (* 1960), deutscher Ruderer
- Konermann, Lutz (* 1958), deutscher Regisseur, Autor und Kameramann
- Konermann, Petra (* 1956), deutsche Turnerin
- Konermann, Silvana (* 1988), Schweizer Biologin
- Konersmann, Frank (* 1961), deutscher Historiker
- Konersmann, Ralf (* 1955), deutscher Philosoph, Essayist und Herausgeber
- Konertz, Gabriel (1954–2017), deutscher Ruderer
- Konertz, Martin (* 1957), deutscher Brigadegeneral der Bundeswehr und Direktor in der Europäischen Verteidigungsagentur

### Kones
- Koneski, Blaže (1921–1993), mazedonischer Schriftsteller und Philologe

### Konet
- Konetzke, Richard (1897–1980), deutscher Historiker
- Konetzke, Toralf (* 1972), deutscher Fußballspieler
- Konetzni, Anny (1902–1968), österreichische Opernsängerin (Sopran)
- Konetzni, Hilde (1905–1980), österreichische Opernsängerin (lyrisch-dramatischer Sopran)

### Konev
- Koneva, Aleksandra Jurjewna (* 1972), russisch-deutsche Bildende Künstlerin
- Konevska-Trajkovska, Gabriela (1971–2010), mazedonische Politikerin

### Konew
- Konew, Andrei Alexejewitsch (* 1989), russischer Eishockeyspieler
- Konew, Iwan Stepanowitsch (1897–1973), sowjetischer MarschallIwan Stepanowitsch Konew (1897–1973)

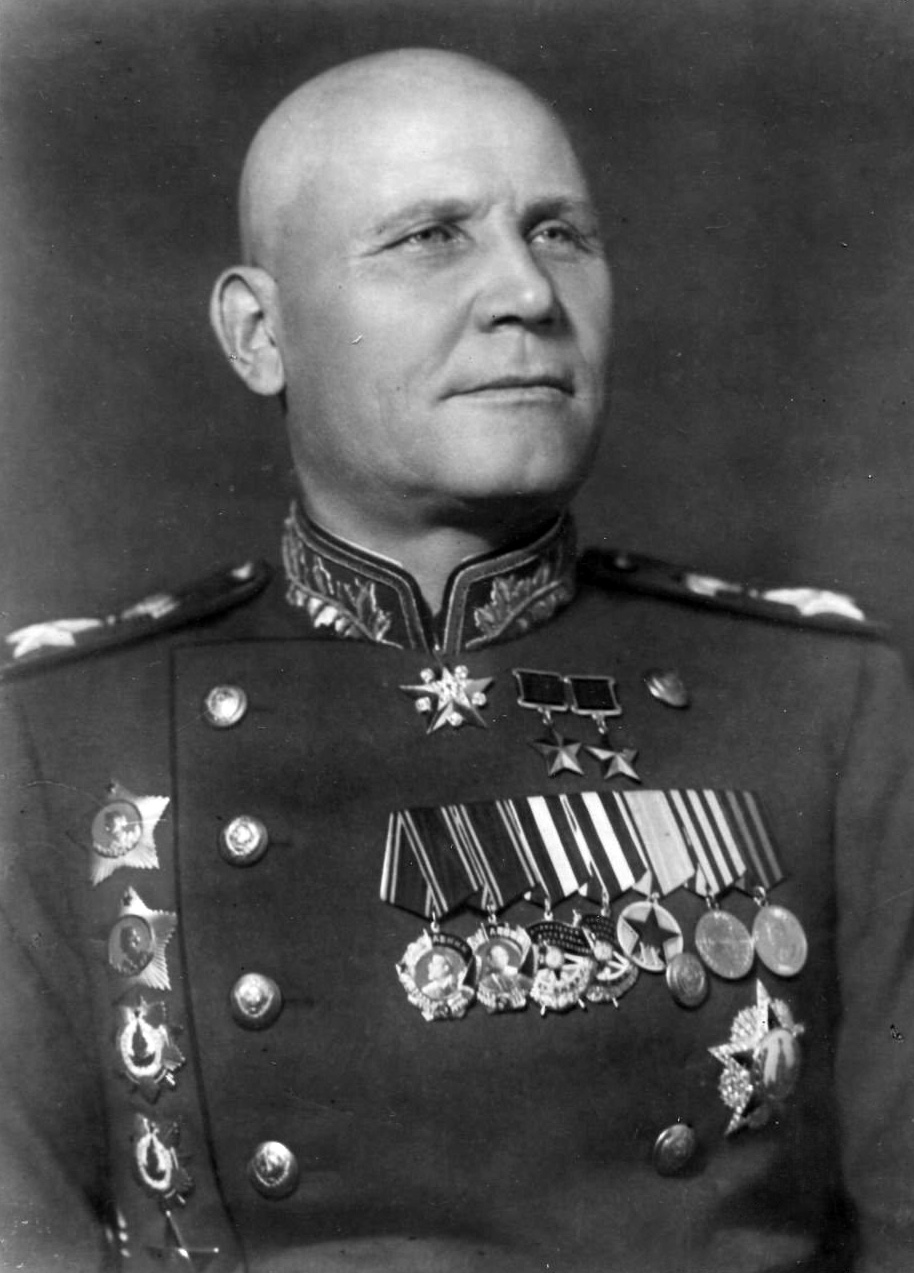
Iwan Stepanowitsch Konew (1897–1973)

- Konewa, Jekaterina Sergejewna (* 1988), russische Dreispringerin
- Konewka, Paul (1841–1871), deutscher Silhouettenschneider und Zeichner
- Konewzewa, Jelena Nikolajewna (* 1981), russische Hammerwerferin